# Élixir (pharmacie)
Pour les articles homonymes, voir Élixir.
Le terme pharmaceutique d’élixir est tombé en désuétude. Il pouvait désigner, dans son acception la plus générale, toute liqueur médicamenteuse, dans une acception plus spécifique une préparation à base de sirop de sucre dissous dans l'alcool ou chez les romantiques une drogue censée posséder des vertus magiques comme l'élixir de longue vie ou d'amour.

## Étymologie

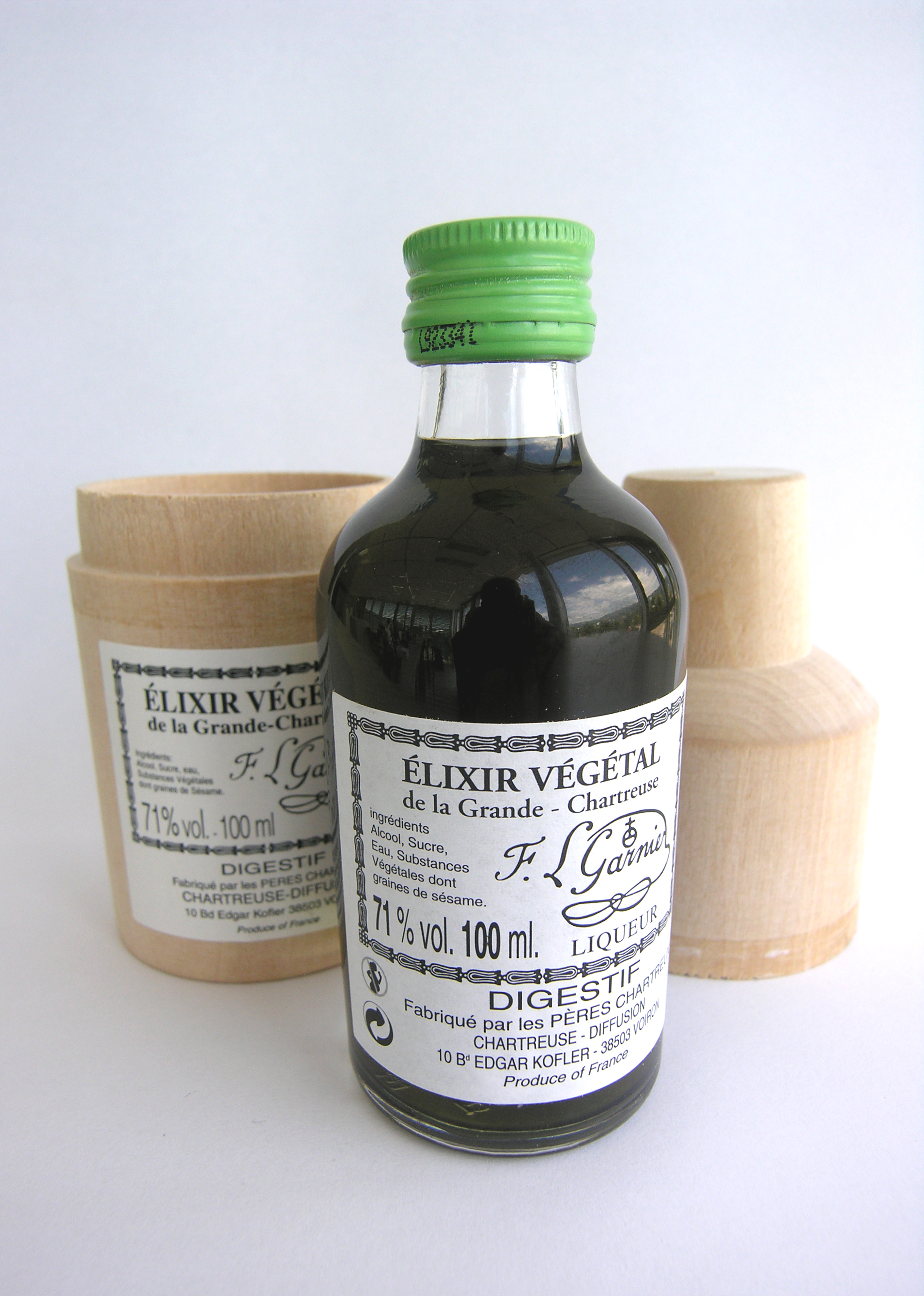
Élixir végétal de la Grande-Chartreuse à base de plantes extraites (préparation non chimique).

Le substantif masculin,, « élixir » est un emprunt,, par l'intermédiaire du latin médiéval elixir,, à l'arabe اَلْإِكْسِير / al-ʾiksīr,,, désignant la « pierre philosophale », mais aussi une « sorte de médicament »,, lui-même emprunté au grec, ξηρίον / xêrion, désignant une « poudre siccative », qui était mise sur les blessures, dérivé de ξηρός / xêrós (« sec »). Le latin médiéval elixir est attesté en 1144 ; la graphie ‹ exir ›, à la fin XIIe siècle chez Gérard de Crémone ; et les graphies ‹ elexis › et ‹ elexir ›, vers 1254 chez Vincent de Beauvais. En français, « élixir » est attesté au XIIIe siècle : d'après le Trésor de la langue française informatisé, sa plus ancienne occurrence connue se trouve dans le Roman de la Rose de Jean de Meung, daté de vers 1269-1278. La latin médiéval elixir a également donné l'italien elisir, l'espagnol elixir, l'anglais elixir et l'allemand Elixier.
Selon Lemery, le mot élixir serait venu du grec eleo, « je porte secours », et alexo, « j'extrais ». Mais Bloch et Wartburg le disent emprunté, par les alchimistes, de l'arabe al-iksir, nom de la pierre philosophale, lui-même emprunté du grec ksêron, « médicament de poudre sèche ». Depuis Paracelse selon certains, les pharmaciens lui ont donné le tout autre sens de « liquide distillé » ou de « solution dans l’alcool ».
Ainsi a-t-on donné ce nom à des médicaments composés de substances dissoutes dans l'alcool ou, parfois, dans d'autres solvants.

## Quelques élixirs
- Élixir alkermès

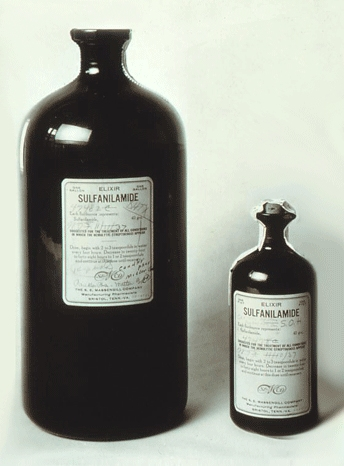
En 1937, peu après la découverte du sulfanilamide, l'élixir du même nom a tué une centaine de personnes aux États-Unis. Il contenait un solvant toxique, le méthylène glycol.

- Élixir amer de Périlhe (contre les écrouelles, scrofules ou humeurs froides)
- Élixir américain de Courcelles[9].
- Élixir antigoutteux de Villette
- Élixir antipestilentiel de Spina
- Élixir antiseptique  de Chaussier
- Élixir de camphre[10]
- Élixir de citron
- Élixir cordial
- Élixir pour les dents
- Élixir de Garus
- Élixir or et blanc du général de la Mothe
- Élixir parégorique (pour la diarrhée)
- Élixir de propriété de Paracelse
- Élixir du révérend Père Gaucher
- Élixir de Stougthon (ou grand élixir cordial, ou gouttes d'Angleterre)[11]
- Élixir de longue vie de Matthiole
- Élixir du Suédois

## Arts et littérature
- L'Élixir de longue vie est un conte d'Honoré de Balzac
- L'Élixir du révérend Père Gaucher, est un conte des Lettres de mon moulin d'Alphonse Daudet.
- L’Élixir d’amour est un opéra de Donizetti.
- L'Élixir du Docteur Doxey est une bande dessinée de Morris dans la série des Lucky Luke.
- Les Élixirs du diable sont un récit de l'écrivain allemand E. T. A. Hoffmann.